# Methanosaeta concilii
Methanosaeta concilii es una especie de arquea en el género disputado Methanosaeta. Es anaerobio estricto, gram-negativo, y no móvil. Las células poseen forma de barra (longitud 2.5 a 6.0 μm) con extremos planos. Las células están encerradas dentro de una funda estriada cruzada. La cepa tipo es GP6 (= DSM 3671 = OGC 69 = NRC 2989 = ATCC 35969). Su genoma ha sido secuenciado.

## Otras lecturas
- Ahring, Birgitte K., ed. Biomethanation I. Vol. 1. Springer, 2003.
- Jing, Zhaoqian; Hu, Yong; Niu, Qigui; Liu, Yuyu; Li, Yu-You; Wang, Xiaochang C. (junio de 2013). «UASB performance and electron competition between methane-producing archaea and sulfate-reducing bacteria in treating sulfate-rich wastewater containing ethanol and acetate». Bioresource Technology 137: 349-357. PMID 23597763. doi:10.1016/j.biortech.2013.03.137.
- Rocheleau S; Greer CW; Lawrence JR; Cantin C et al. (1999). «Differentiation of methanosaeta concilii and methanosarcina barkeri in anaerobic mesophilic granular sludge by fluorescent In situ hybridization and confocal scanning laser microscopy». Appl Environ Microbiol 65 (5): 2222-9. PMC 91320. PMID 10224023.
- Sousa, Diana Z.; Salvador, Andreia F.; Ramos, Juliana; Guedes, Ana P.; Barbosa, Sónia; Stams, Alfons J. M.; Alves, M. Madalena; Pereira, M. Alcina (julio de 2013). «Activity and Viability of Methanogens in Anaerobic Digestion of Unsaturated and Saturated Long-Chain Fatty Acids». American Society for Microbiology 79 (14). doi:10.1128/AEM.00035-13. Archivado desde el original el 30 de octubre de 2016. Consultado el 12 de noviembre de 2014.